# Plaza de toros de Logroño
La Plaza de Toros de La Ribera es el actual coso taurino de la ciudad de Logroño, en La Rioja (España). Se encuentra situada en la zona norte de la ciudad, a escasos metros de la antigua plaza de toros de La Manzanera, demolida en el año 2000 tras la inauguración del nuevo recinto.

## Historia

### Anteriores plazas de toros
El primer recinto que se recuerda en la ciudad dedicado a las corridas de toros se encontraba en lo que hoy es el barrio de Varea, celebrándose el primer espectáculo en 1148, con motivo de la coronación de Alfonso VII. Posteriormente hubo una plaza, construida a mediados del siglo XVII en la zona vieja de la ciudad, en lo que hoy en día es la Plaza del Coso y el entorno de las dependencias del Centro de Salud de La Villanueva, que estuvo en uso hasta 1858. Además de los festejos taurinos, en esta plaza también se celebraban las ferias de ganado, mercados, entre otros actos.
En 1858 se construyó una plaza de madera, que sólo duró 3 años, en la Vuelta del Peine entre las actuales calles Fundición y Lardero.  
Ya en 1861 se construyó la plaza llamada de "La Victoria" ubicada en la actual confluencia de las calles Avenida de Colón y Duquesa de la Victoria, diseñada por el arquitecto Jacinto Arregui y con un coste de 640.000 reales. Tenía un aforo de 9.729 espectadores, siendo plaza de referencia para toda la provincia, ya que en el momento de su construcción la ciudad de Logroño contaba con 11.475 habitantes. Durante los 53 años que estuvo en pie competía en festejos y aforo con la plaza de toros de Haro, inaugurada en 1886 y que con 9.600 localidades era la otra plaza de referencia en la provincia. Construida en piedra de sillería y madera, fue destruida por un incendio en 1914. 
Las ferias taurinas de San Mateo durante los años que duró esta plaza solían durar entre dos y tres días, principalmente los días 21, 22 y 23 de septiembre, añadiéndose algunos días charlotadas o novilladas.

### Plaza de toros deLa Manzanera
Tras el incendio de la plaza de La Victoria, se construye la Plaza de Toros de La Manzanera, inaugurada en 1915 con una corrida de toros con Joselito "El Gallo" conocido como Gallito, Juan Belmonte y Saleri II en el cartel. Se encontraba situada a escasos 150 metros de la actual, en la zona denominada La Manzanera, y tenía una capacidad de 9.723 localidades. Fue diseñada por el arquitecto riojano Fermín Álamo Ferrer, autor de otras tantas obras singulares de la capital, en estilo neomudéjar, con vocación de plaza de primera categoría al acercase a las 10.000 localidades. Fue construida en tan solo 104 días y fue pionera en la utilización del cemento armado. Se financió mediante la creación de la "Sociedad de la Nueva Plaza" que agrupó a 400 accionistas logroñeses, entre los que se encontraban los grandes empresarios conserveros, comerciales e industriales, que agrupó las 198.000 pesetas que costó la obra.
Las ferias taurinas de San Mateo durante los años de La Manzanera fueron cogiendo gran prestigio llegando a ser una de las mejores ferias del norte de España, conociéndose las fiestas durante la primera mitad de siglo XX como "Ferias y Toros de San Mateo". Paulatinamente se fue pasando de los dos-tres días de feria de la primera década de siglo XX a los cuatro días de feria en los años 30 y 40, hasta asentarse en los seis días de feria desde los años 60 hasta el cierre de la plaza en el 2000.

### Plaza de toros deLa Ribera
La nueva plaza de toros de La Ribera fue inaugurada el día 21 de septiembre de 2001, festividad de San Mateo, con una corrida de toros en la que intervinieron los diestros Enrique Ponce, El Juli y Diego Urdiales, con toros de la ganadería de José Luis Marca. Fue diseñada por los arquitectos Diego Garteiz y Javier Labad en ladrillo y hormigón visto, para 11.046 espectadores.
Desde esa fecha, cada año se celebra la Feria taurina de San Mateo a finales del mes de septiembre, coincidiendo con las Fiestas de San Mateo las más populares de la ciudad. Desde su inauguración en 2001 hasta 2012 la feria constaba de seis tardes, con años puntuales que ha contado con siete, ocho o incluso nueve tardes, y que consta en los últimos años de entre 4 y 5 corridas de toros. También se celebran esa semana concursos de recortadores, la final del Bolsín taurino de La Rioja y sueltas diarias de vaquillas durante todas las mañanas de las fiestas.
Anexo:Festejos taurinos en la plaza de toros de Logroño.

## Características
La nueva plaza de toros se caracteriza por su comodidad, con sus 11 046 asientos y sus accesos para minusválidos. Es una plaza cubierta, con una techumbre que se abre o cierra dependiendo de las necesidades y de la climatología. Su llamativo diseño, en forma de OVNI, según se criticó en la ciudad durante su construcción, es una de sus singularidades, con una galería acristalada que rodea el recinto con vistas al río Ebro.
Los graderíos están divididos en 10 tendidos, de los cuales el 10, 1, 2, 3 y 4 son de sombra, el 6, 7 y 8 de sol y el 5 y 9 de sol y sombra. Se encuentra enmarcado en la zona de La Ribera, en la parte norte de la ciudad, zona que antiguamente ocupaban las huertas, y que hoy en día ha sufrido una espectacular transformación, además de con la Plaza de Toros, con el Parque de La Ribera y el Palacio de Congresos, Riojaforum.

## Eventos

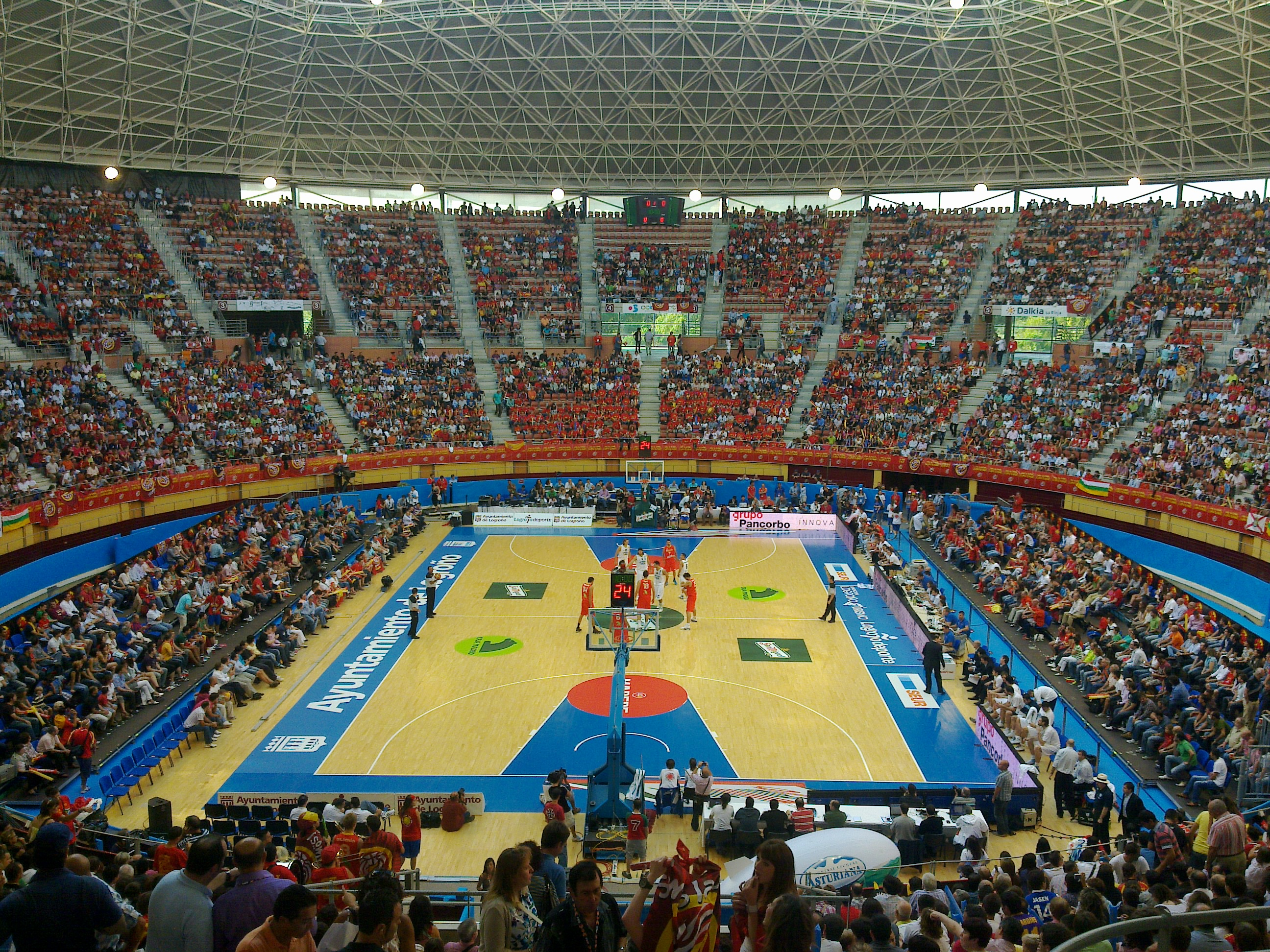
Partido de baloncesto entre España y Argentina disputado en la Plaza de Toros de Logroño

Además de las corridas de toros, la plaza es utilizada habitualmente también para conciertos de música y todo tipo de espectáculos, habiendo pasado por la misma grupos como Estopa, La Oreja de Van Gogh, El Canto del Loco, Extremoduro, Andy y Lucas y muchos más de artistas a nivel nacional. También del 5 al 7 de marzo de 2010 se celebró la eliminatoria de Copa Davis entre España y Suiza.
Entre el 15 y el 17 de agosto de 2010 se celebró un torneo internacional amistoso de baloncesto, que contó con la participación de las selecciones de España, Argentina y Brasil, con la particularidad de que el primero de los partidos se disputó al aire libre, con el techo corredero abierto, que fue el más visto de España con estas características.